# Laraquete Airport
Laraquete Airport är en flygplats i Chile.   Den ligger i provinsen Provincia de Arauco och regionen Región del Biobío, i den södra delen av landet, 500 km sydväst om huvudstaden Santiago de Chile. Laraquete Airport ligger 17 meter över havet.
Terrängen runt Laraquete Airport är platt västerut, men åt sydost är den kuperad. Havet är nära Laraquete Airport åt nordväst. Närmaste större samhälle är Arauco, 8,0 km väster om Laraquete Airport.
I omgivningarna runt Laraquete Airport växer i huvudsak städsegrön lövskog. Runt Laraquete Airport är det ganska glesbefolkat, med 38 invånare per kvadratkilometer.